# Municipio de Bowne

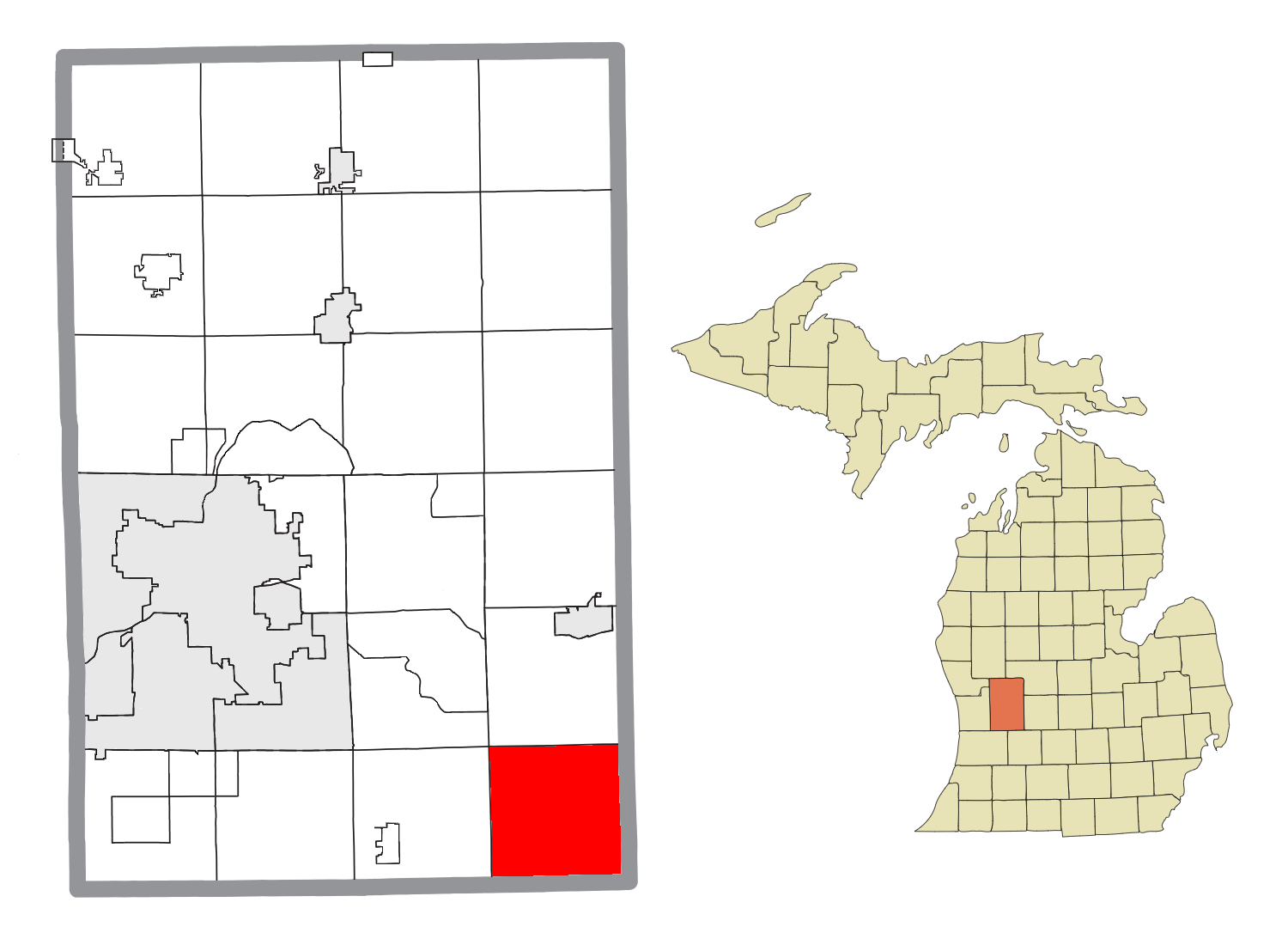
Fotografía del municipio desde un mapa político

El municipio de Bowne (en inglés: Bowne Township) es un municipio ubicado en el condado de Kent en el estado estadounidense de Míchigan. En el año 2010 tenía una población de 3084 habitantes y una densidad poblacional de 33,05 personas por km².

## Geografía
El municipio de Bowne se encuentra ubicado en las coordenadas 42°49′17″N 85°22′36″O / 42.82139, -85.37667. Según la Oficina del Censo de los Estados Unidos, el municipio tiene una superficie total de 93.31 km², de la cual 92,02 km² corresponden a tierra firme y (1,38 %) 1,28 km² es agua.

## Demografía
Según el censo de 2010, había 3084 personas residiendo en el municipio de Bowne. La densidad de población era de 33,05 hab./km². De los 3084 habitantes, el municipio de Bowne estaba compuesto por el 95,88 % blancos, el 0,55 % eran afroamericanos, el 0,29 % eran amerindios, el 0,78 % eran asiáticos, el 1,39 % eran de otras razas y el 1,1 % eran de una mezcla de razas. Del total de la población el 3,21 % eran hispanos o latinos de cualquier raza.